# Канон (нарратив)
Канон вымышленной вселенной — исходные работы кинематографиста, литератора и т. д., содержащие «верные» и «признаваемые» события, в отличие от экранизаций, фанфиков, додзинси, ремейков, спин-оффов, игр, созданных на основе исходной работы, и  т.п. Соответственно, «каноничный» — это тот, который соответствует «канону», «верный» и не подлежащий сомнению. Фанфики не признаются каноничными, в то время как события из «официальных» источников — признаются. Альтернативные термины: «мифология», «таймлайн», «вселенная».

## Происхождение
Само слово «канон» происходит от библейского канона, когда часть книг объявили Святым писанием, а часть — апокрифами. В литературе термин впервые применили по отношению к Шерлоку Холмсу. Рональд Нокс в 1911 году назвал «каноном» книги Конан-Дойля, чтобы отличить от вторичных произведений других авторов. Впоследствии понятие «канон» переняли и другие медиафраншизы: «Звёздный путь», «Звёздные войны», Fallout и прочие. В них разные произведения рассказывали разные вещи, полностью или частично противоречившие друг другу, и что-то приходилось объявлять верным, а что-то — нет.

## Каноничность
Поскольку разные работы создаются разными людьми в разное время, в них неизбежно накапливаются противоречия. Они разрешаются лишением некоторых работ статуса «каноничных» («Звёздный путь»), установкой разных уровней каноничности разным работам («Звёздные войны»). Разные работы могут считать параллельными вселенными («Звёздный крейсер „Галактика“»), а могут не заниматься этими вопросами вообще. Некоторые события вообще являются «пасхальными яйцами» и изначально не претендуют на каноничность.

### Отсылки и кроссоверы
Отсылки и кроссоверы бывают двух видов.
1. Несерьёзная литературная игра, когда автор — а чаще фанфикер, режиссёр, геймдизайнер — объединяет в одном мире героев разных произведений. Такие события неканоничны или становятся каноном задним числом: фильм «Хищник-2» впервые сослался на Чужих, но каноном это стало позже.
2. Объединение канонов, когда в какой-то момент автор говорит, что события двух разных произведений всё-таки были в одном мире. Жюль Верн в свой «Таинственный остров» включил героев «20 тысяч лье под водой» и «Дети капитана Гранта». Успешные видеоигры про Чужих и Хищников — сначала избивалки, а потом и две FPS — окончательно установили мнение, что оба фильма произошли в одном мире, пусть в разное время и на разных планетах.

### Канонический ход событий в видеоигре
В компьютерных играх часто есть выбор игрока и несколько концовок в зависимости от того, что он выбрал. Какую-то предысторию персонажа, состав партии, ход событий и концовку (обычно самую «лучшую») объявляют канонической, и игры-сиквелы ссылаются именно на такой вариант хода событий.
Так, каноническая концовка в Command & Conquer: Red Alert всегда за Запад. А того, что случилось в линии за Советы, как будто не было.
Интересно решение серии Fallout. Каноничен лишь факт, что кто-то прошёл предыдущую часть, но кто и каким путём — это не считается каноническим, пока на него не сошлётся кто-то другой с авторитетом канона.
Другое решение пришло из StarCraft: линии за людей, зергов и протосов случились последовательно одна за другой, и каноничны все три.

### Перезапуск
В любом случае, с накоплением новых и новых сиквелов канон расширяется, и работа с ним всё усложняется. Помимо выброса второстепенных произведений из канона, может помочь перезапуск — создание нового канона с нуля. Перезапуски и переработки нужно выполнять аккуратно — от этого зависит принятие или непринятие фильма имеющимися поклонниками.

## Примеры

### «Звёздный путь»
В канон «Звёздного пути» входят «все события сериалов и фильмов» (а именно Star Trek, Star Trek: The Next Generation, Star Trek: Deep Space Nine, Star Trek: Voyager, Star Trek: Enterprise, и все фильмы). Соответственно, неканонично всё остальное: сопутствующие романы, комиксы, игры и мультфильмы. Однако события романов и мультфильмов могут в конце концов проникнуть в сериалы, ведь, как говорит сайт, «канон — это не то, что высечено на камне». Один из неканоничных элементов, позднее вошедших в канон,— второе имя Тиберий у Кирка (Джеймс Тиберий Кирк), которое появилось в мультсериале, а позднее было упомянуто в фильме Star Trek VI: The Undiscovered Country.

### «Звёздные войны»
В «Звёздных войнах» было несколько уровней каноничности. Высший уровень — шесть фильмов и личные заявления Лукаса. Прочие материалы имеют уровни более низкие. Эту сложную систему поддерживает Лиланд Чи, сотрудник Lucasfilm.
В 2014 году Чи уменьшил количество уровней до двух — «канона» и «легенд».

### «Доктор Кто»
Создатели «Доктора Кто» уклонялись от вопросов о каноничности. Расселл Ти Дейвис в 2013 году объяснял это тем, что он просто не думал об этом вопросе.

### Fallout
Каноническими (на 2019 год) считаются шесть игр: Fallout, Fallout 2, Fallout 3, Fallout: New Vegas, Fallout 4, Fallout 76 со всеми аддонами и с той частью сопроводительной документации, которая не противоречит играм. Каноничны оба комикса.
Неканоничны игры Fallout Tactics: Brotherhood of Steel (за исключением общей цепи событий, на которую ссылается Fallout 3), Fallout: Brotherhood of Steel, Fallout Shelter (мини-игра для смартфонов), настольные игры «по мотивам», специальные встречи Fallout 1, 2 и New Vegas, ошибки игр, невышедшие игры. Любой выбор игрока — если, конечно, есть другие способы пройти игру — также неканоничен, пока более новая игра не сошлётся на тот или иной вариант развития событий: так, общепринято, что Выходец из Убежища был мужчина, подобрал Псину и нанял Яна, и оба погибли (это описано в документации к Fallout 2), однако об остальных напарниках Fallout такой информации нет.
В случае противоречий Black Isle/Bethesda «выигрывает» вторая, текущий правообладатель. Так, в Fallout 2 наркотик винт изобретён ребёнком Майроном, возможным напарником. Однако довоенный винт из Fallout 4 всё-таки вошёл в канон. Не согласные с этим даже сделали мод, где винт был заменён на баффаут, точно довоенный препарат.

## Производные понятия

### Канонический иллюстратор, канонический переводчик
Работа иллюстратора или переводчика может стать настолько удачной, что его достижения — внешний вид персонажей, перевод заголовка/имён и т. д. — становятся каноном. Так, благодаря художнику Сидни Пэджету и его последователям шляпа с двумя козырьками стала фирменным головным убором Шерлока Холмса. Пэджет нарисовал шляпу в поезде, в первой книге рассказов (до этого были две повести), что вполне отвечает тогдашним манерам. А в городе Холмс кисти Пэджета носил шляпы разных фасонов, как минимум фетровую и цилиндр.
Мстислав Добужинский нарисовал канонического Бармалея, а вот Айболит у него не получился.
Бывает, что переводчик или его наследники начинают «качать авторские права», и тогда появляются альтернативные переводы имён вроде Хрюник/Тигруля.

### Фанон
Фанфики практически никогда не объявляют каноничными. Но некоторые идеи из них могут стать известными среди фанатов. Совокупность этих идей называют фаноном.
Фаноны часто бывают в крупных медиафраншизах, где много каноничных и неканоничных работ, как во вселенной «Звёздного пути».
Иногда, например, среди фанатов «Горбатой горы», фанатские работы объявляют каноническими, если работа остаётся верной исходному рассказу Энни Пру и фильму 2005 года. Эти работы могут описывать события до, во время или после событий рассказа и фильма.

### Кинон
В случае, если каноничное произведение было экранизировано, то новая интерпретация называется кинон и может отличаться в деталях. Зачастую различия относятся к внешнему облику действующих лиц: в романе «Гарри Поттер и философский камень» возраст преподавателя Северуса Снегга составляет 31 год, в то время как сыгравшему его актёру Алану Рикману было 55 лет.

### Хедканон
Хедканон, хэдканон (от англ. headcanon, «канон в голове») — личные интерпретации человека о вымышленной вселенной, которые не являются подтверждённым каноном, но основаны на сюжете/характере персонажа или произведения. Например: персонаж проживает в жарком регионе и часто находится под солнцем, из-за чего фанаты могут считать что у него тёмная, загорелая кожа, но так как нигде в произведении об этом сказано не было, это считается хедканоном.
В интернете распространён ироничный вариант перевода термина — «головопушка», так как в английском языке слова «канон» (canon) и «пушка» (cannon) имеют схожее звучание и написание.